# Sanlúcar de Guadiana
Sanlúcar de Guadiana – gmina w Hiszpanii, w prowincji Huelva, w Andaluzji, o powierzchni 96,56 km². W 2011 roku gmina liczyła 446 mieszkańców.
Atrakcją miejscowości jest tyrolka łącząca ją z położonym po drugiej stronie rzeki portugalskim Alcoutim.